# Arctostaphylos cruzensis
Arctostaphylos cruzensis är en ljungväxtart som beskrevs av Roof. Arctostaphylos cruzensis ingår i släktet mjölonsläktet, och familjen ljungväxter. Inga underarter finns listade i Catalogue of Life.

## Bildgalleri

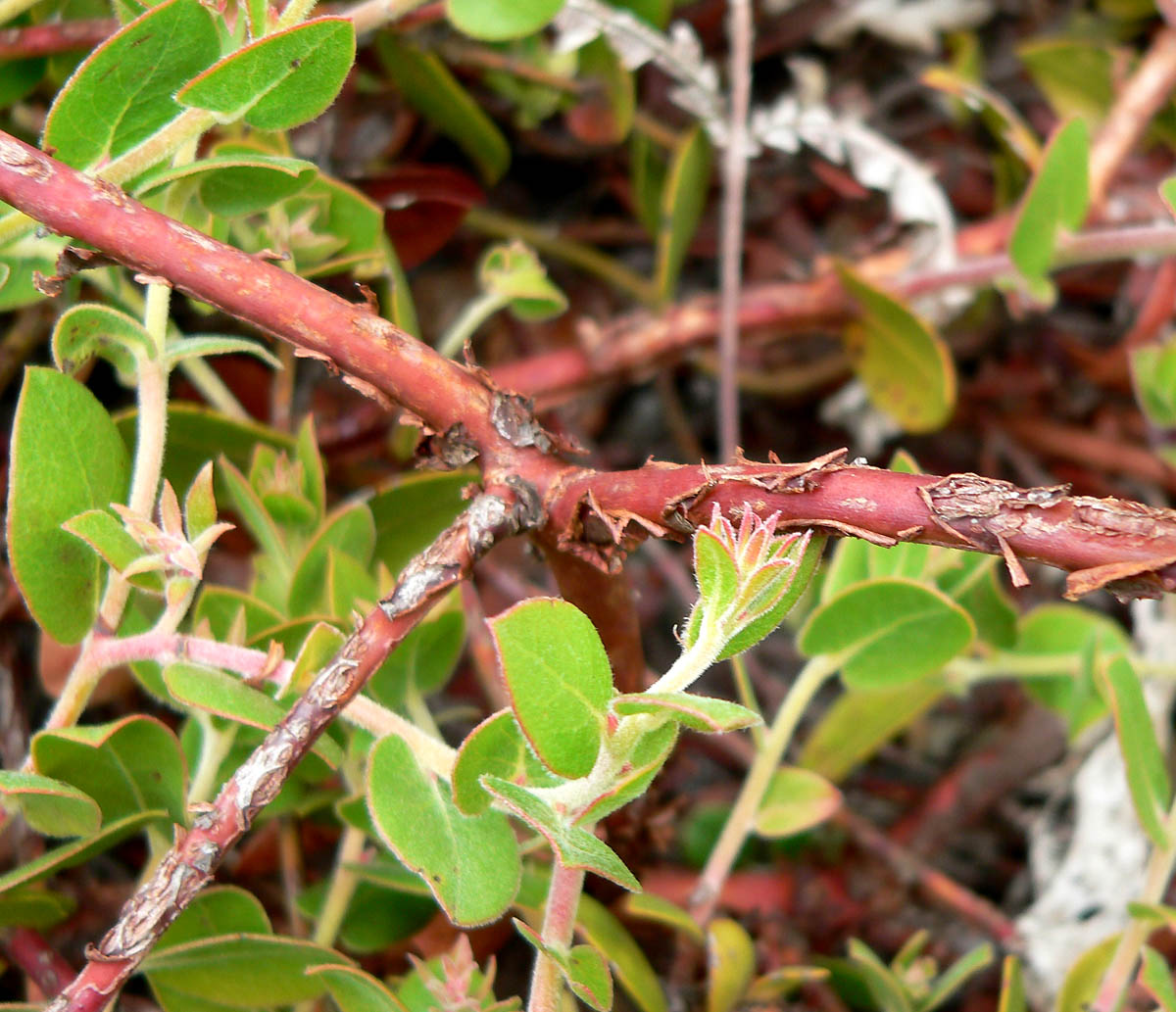
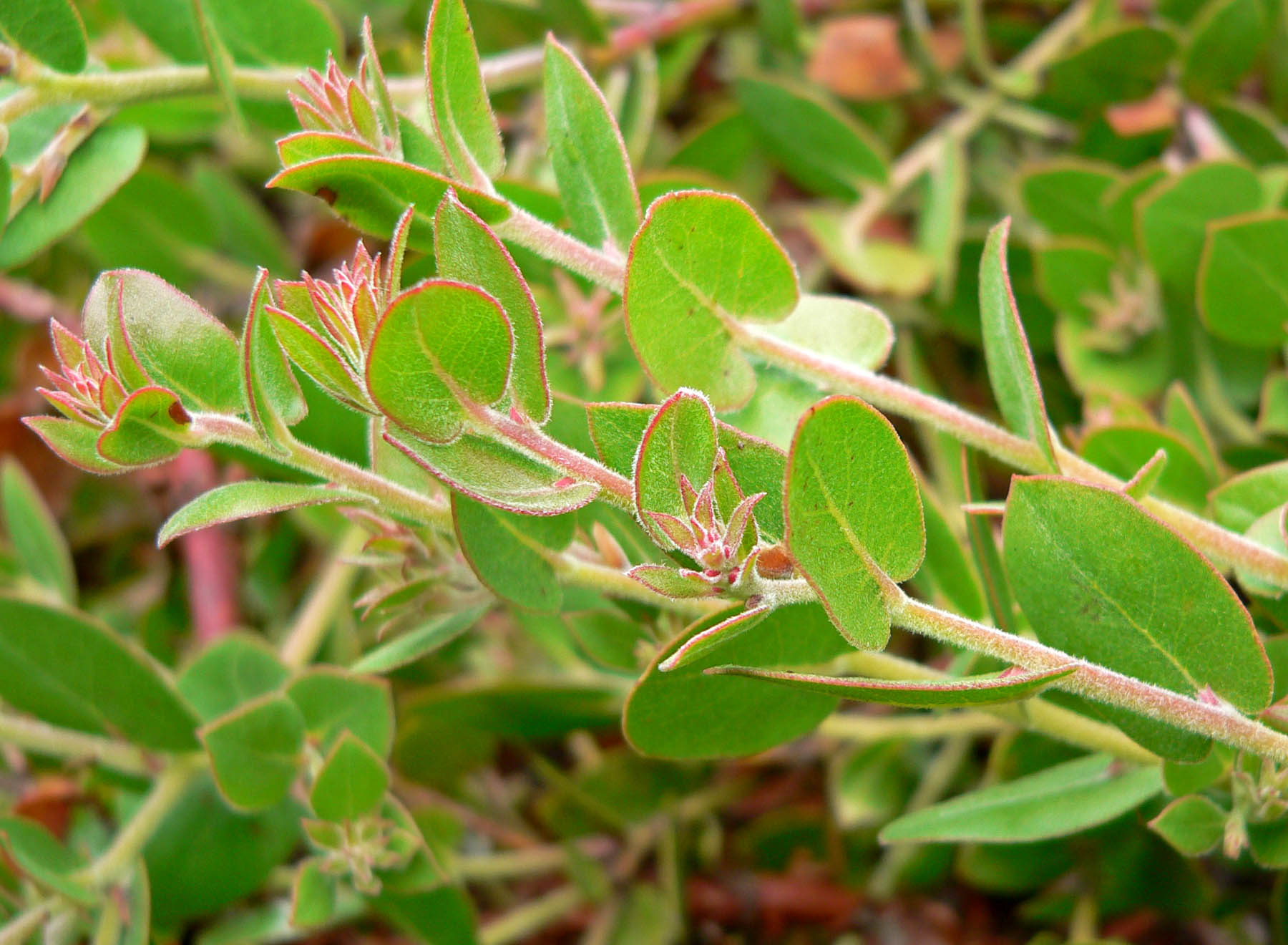